# لوریز استیشن (پنسیلوانیا)
لوریز استیشن (به انگلیسی: Laurys Station) یک منطقهٔ مسکونی در ایالات متحده آمریکا است که در پنسیلوانیا واقع شده‌است. لوریز استیشن ۱٬۲۴۳ نفر جمعیت دارد.